# 上越新聞 (1940年-1942年)
『上越新聞』（じょうえつしんぶん）は、かつて上越新聞社が刊行していた、新潟県高田市の地域紙。1940年、全国的に新聞統制が進められる中、それまで高田市で発行されていた『高田新聞』と『高田日報』が合併し、上越地方唯一の日刊紙として12月1日付から刊行された。その後、統制がさらに進められ、県知事の介入もあって、『新潟日日新聞』、『新潟県中央新聞』との3紙合併が実現し、3紙は1942年10月末で発行を止め、11月1日に創刊した『新潟日報』に事業が継承された。